# Fred Hovey

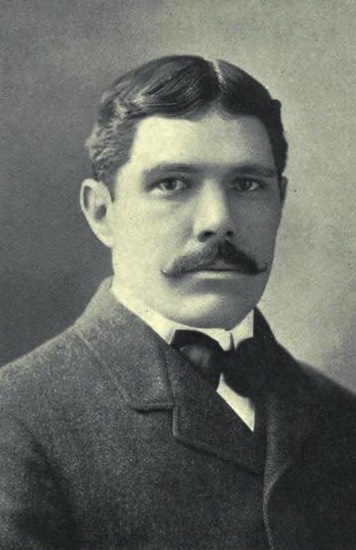
Hovey (ca. 1900)

Frederick „Fred“ Howard Hovey (* 7. Oktober 1868 in Newton, Massachusetts; † 18. Oktober 1945 in Miami Beach) war ein US-amerikanischer Tennisspieler und Einzelsieger der US-Meisterschaften 1895.

## Leben
Hovey, ein Student der Harvard University, siegte 1890 und 1891 bei den Intercollegiate Championships im Einzel und auch im Doppel an der Seite von Robert Wrenn. 1893 gewann er das Tennisturnier, das während der World’s Columbian Exposition in Chicago ausgetragen wurde.
1895 besiegte er Wrenn im Finale der US-amerikanischen Meisterschaften in Newport und errang seinen größten Erfolg, nachdem er bereits 1892 und 1893 ins Finale eingezogen war. Im folgenden Jahr schlug Wrenn ihn jedoch in der Challenge Round.
Im Doppel war er bei den US-Meisterschaften 1893 und 1894 an der Seite von Clarence Hobart erfolgreich.
Er starb 1945, nur elf Tage nach seinem 77. Geburtstag, in Miami Beach.

## Titel

### Einzel
| Nr. | Jahr | Championship       | Finalgegner  | Ergebnis      |
| 1.  | 1895 | US-Meisterschaften | Robert Wrenn | 6:3, 6:2, 6:4 |

### Doppel
| Nr. | Jahr | Turnier            | Partner         | Finalgegner                    | Endergebnis        |
| 1.  | 1893 | US-Meisterschaften | Clarence Hobart | Oliver Campbell Bob Huntington | 6:3, 6:4, 4:6, 6:2 |
| 2.  | 1894 | US-Meisterschaften | Clarence Hobart | Carr Neel Sam Neel             | 6:3, 8:6, 6:1      |